# Anatomische Gesellschaft
Die Anatomische Gesellschaft (AG) ist die wissenschaftliche Fachgesellschaft für Anatomie in Deutschland. Sie besteht seit 1886 als internationale wissenschaftliche Fachgesellschaft mit heute etwa 500 Mitgliedern. Sie ist Mitglied der Arbeitsgemeinschaft der Wissenschaftlichen Medizinischen Fachgesellschaften (AWMF), der International Federation of Associations of Anatomists (IFAA) sowie der European Federation for Experimental Morphology (EFEM).

## Ziele
Ziel der Anatomischen Gesellschaft ist die Förderung der wissenschaftlichen und fachlichen Belange der Anatomie sowie der Spezialgebiete der Anatomie:
- Anatomische Lehre
- Embryologie und Entwicklungsbiologie
- Experimentelle Morphologie
- Funktionelle und klinische Anatomie
- Makroskopische Anatomie
- Mikroskopische Anatomie/Histologie
- Molekulare Anatomie
- Topographische Anatomie
- Vergleichende Anatomie
- Zellbiologie

## Aktivitäten
Der Tätigkeitsschwerpunkt ist die Forschung, Weiterentwicklung und Förderung der Anatomie. Sie veranstaltet jährliche Kongresse, fördert den wissenschaftlichen Nachwuchs, vertritt die Anatomie nach außen, dient dem Erfahrungsaustausch und der Fortbildung im Fach Anatomie und stellt und vertieft die Beziehungen zu den der Anatomie verbundenen Disziplinen sowie zu in- und ausländischen Fachgesellschaften. Offizielles Publikationsorgan der Anatomischen Gesellschaft sind die Annals of Anatomy – Anatomischer Anzeiger (ISSN 0940-9602).
Besondere Leistungen werden durch die Vergabe des Nachwuchspreises oder durch den alle zwei Jahre verliehenen Anton-Waldeyer-Preis gewürdigt. Langjährig verdienten Mitgliedern kann die Ehrenmitgliedschaft verliehen werden.
Die AG wird von einem fünfköpfigen Vorstand präsidiert. Die Geschäftsstelle der AG befindet sich in Erlangen.

## Leitlinien zur Behandlung
Die Gesellschaft entwickelt zu Themen ihres Fachgebiets medizinische Leitlinien, die im Rahmen des AWMF-Leitlinienprogramms veröffentlicht werden.

## Geschichte
Ursprünglich existierte die Anatomische Gesellschaft als Sektion der Gesellschaft Deutscher Naturforscher und Ärzte seit dem 28. September 1822. Am 23. September 1886 wurde sie zu einer selbstständigen Gesellschaft. Damals gehörten ihr 40 Mitglieder an, ihr erster Präsident war Albert von Koelliker. Die erste offizielle Versammlung fand 1886 in Leipzig statt.
Obwohl die AG ihren Hauptsitz immer in Deutschland hatte und immer noch hat, war sie niemals eine rein deutsche Gesellschaft. 1902 stammte der größere Teil der Mitglieder (240) von außerhalb Deutschlands. Dieser Status wurde auch während der Zeit des Nationalsozialismus erhalten.
Am 29. April 1949 wurde die Gesellschaft neu gegründet.

## Auseinandersetzung mit ethischen Fragestellungen
Die Aufarbeitung der eigenen Geschichte im Nationalsozialismus geschah nur zögerlich. In einer Stellungnahme am 9. November 2013 bekannte sich die Anatomische Gesellschaft „zu der historischen Tatsache, dass zahlreiche Mitglieder der Anatomischen Gesellschaft Leichname von Opfern des Nationalsozialismus bereitwillig im Unterricht und in der Forschung verwandt und auf diese Weise mit dem Unrechtsregime de facto kooperiert haben; zwei Mitglieder, August Hirt und Johann Paul Kremer, wurden dabei zu Mördern.“ Dem gingen umfangreiche mediale Debatten voraus.
Wiederholt kritisierte die AG die Körperwelten-Ausstellungen von Gunther von Hagens als „sensationsheischende Erlebnisanatomie“. Sie würden gegen fachliche, didaktische und ethische Prinzipien des Berufsverbandes verstoßen.